# ماساشی میکامی
ماساشی میکامی (انگلیسی: Masashi Mikami؛ زادهٔ ۲۰ ژوئن ۱۹۸۳) بازیگر اهل ژاپن است.